# Буффало-Спрингс (национальный заповедник)
Буффало-Спрингс (англ. Buffalo Springs National Reserve) — национальный заповедник, который не находится в управлении Службы охраны дикой природы Кении (KWS). Расположен в Восточной провинции. Площадь 131 км² (13 100 гектаров). Основан в 1985 году, ранее являлся частью заповедника Самбуру-Исиоло, основанного в 1948 году.
Рядом находятся национальные заповедники Самбуру и Шаба. Самбуру находится на левом берегу Эвасо-Нгиро, Буффало-Спрингс — на противоположном, левом, где небольшая речка Исиоло впадает в Эвасо-Нгиро. Вместе заповедники составляют большую защищенную территорию и единую экосистему. Все три заповедника находятся на реке Эвасо-Нгиро, на берегах которой растут пальмовые рощи и густые прибрежные леса. Река является важнейшей частью окружающей экосистемы, обеспечивая водой млекопитающих и птиц заповедников. Засушливая саванна не может поддерживать биоразнообразие уровня заповедника Масаи-Мара. Чёрного носорога истребили браконьеры, но встречаются четыре другие вида Большой пятёрки: африканский буйвол, саванный слон, лев и леопард. Здесь обитает антилопа геренук и зебра Греви. Численность слонов около 1000.

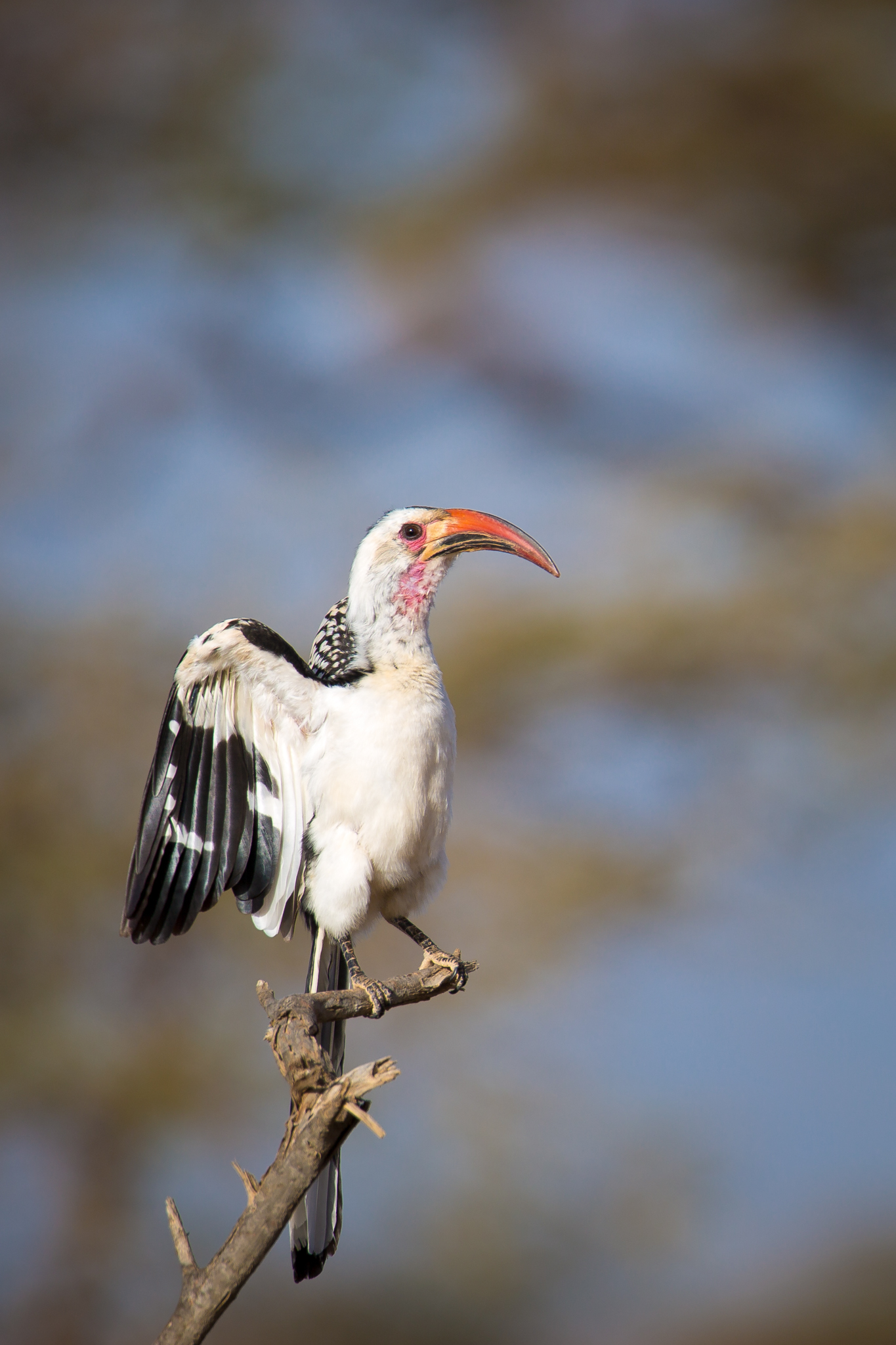
Красноклювый токо
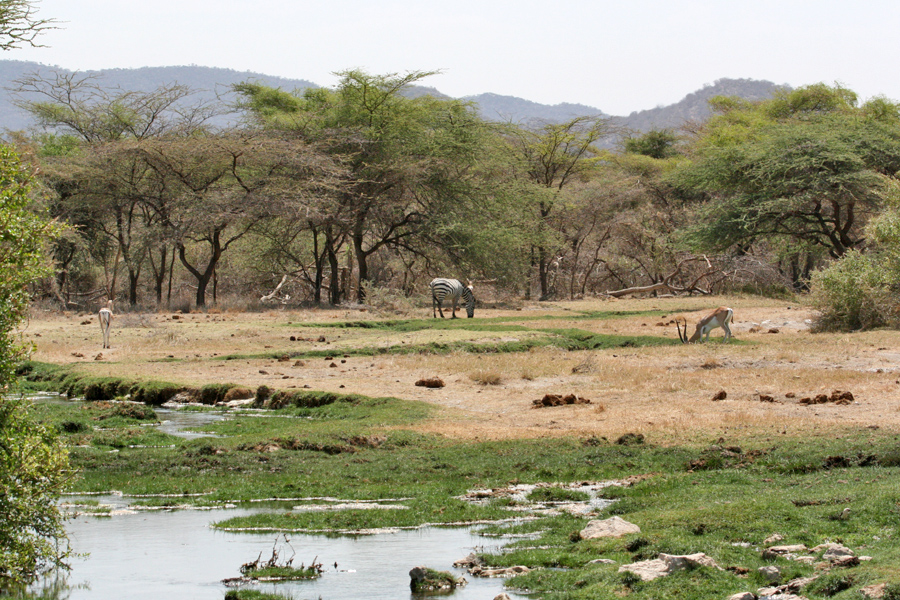
Панорама заповедника
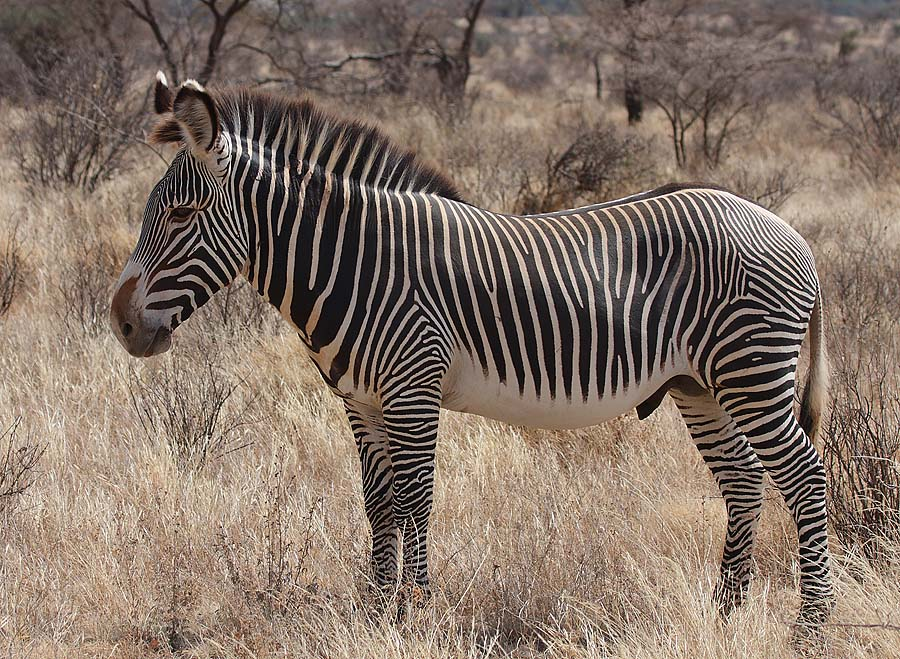
Зебра Греви